# Comanche 4
Comanche 4 é um jogo (simulador),  criado e desenvolvido pela Novalogic, lançado em 2001.

## Jogabilidade
Como principal atrativo do jogo, o gamer terá a experiência de pilotar uma das grandes máquinas americanas, o helicóptero RAH - 66 Comanche, construido pela Boeing Sikorsky, que pode ser utilizada tanto para reconhecimento quanto para ataques.
Embora represente ser muito complicado pilotar um helicóptero, o Comanche 4 dá ao jogador controles bem simples e faceis de serem apreendidos, sendo que até os mais leigos poderão ter controle total sobre o RAH-66 comanche, sem maiores dificuldades.

## Inimigos
Como adversário durante as batalhas e missões pelos céus, mares ou por terra; o jogador terá de derrotar aeronaves, helicópteros, tanques e até navios de guerra e porta aviões, além de soldados inimígos armados com poderosos lança-misseis.

## Modos de jogo
- Multiplayer
- Single Player

## Requisitos mínimos do sistema
- Pentium II 550 Mhz / AMD ou superior.
- Windows 98/ME/2000/Xp
- 250 Mb de espaço Mínimo em dico.
- Pelo Menos 128 Mb de Ram.
- Placa de Video 3D com 16 Mb, compativel com Direct3D
- DirectX 8